# Ембріогенез ссавців
Ембріогенез ссавців — процес ембріогенезу — поділу клітин і клітинної диференціації під час раннього пренатального розвитку, що призводить до розвитку ембріона ссавців.

## Відмінність від ембріогенезу нижніх хордових
Через те, що плацентарні ссавці та сумчасті тварини живлять свої ембріони, що розвиваються, через плаценту, яйцеклітина у цих видів не містить значної кількості жовтка, а жовтковий мішок у ембріона порівняно невеликий за розміром у порівнянні з розміром самого зародку і розміром жовткового мішка у ембріонів порівнянного віку розвитку з нижчих хордових. Той факт, що ембріон як у плацентарних ссавців, так і у сумчастих, проходить процес імплантації та утворює хоріон з його хоріонічними ворсинками, а згодом плацентою та пуповиною, також є відмінністю від нижчих хордових.
Різниця між ембріоном ссавця та ембріоном тварини нижчих хордових очевидна, починаючи зі стадії бластули. Через цей факт ембріон ссавців, що розвивається, на цій стадії називається бластоцистою, а не бластулою, що є більш загальним терміном.
Існує також ряд інших відмінностей від ембріогенезу в нижчих хордових. Однією з таких відмінностей є те, що в ембріонах ссавців розвиток центральної нервової системи і, особливо, мозку, має тенденцію розпочинатися на більш ранніх стадіях ембріонального розвитку і давати більш структурно розвинений мозок на кожній стадії порівняно з нижчими хордовими. Еволюційна причина такої зміни, ймовірно, полягала в тому, що розвинений і структурно складний мозок, характерний для ссавців, потребує більше часу для розвитку, але максимальний час перебування внутрішньоутробно обмежений іншими факторами, такими як відносний розмір кінцевого плоду до мати (здатність плода проходити через статеві шляхи матері, щоб народитися), обмежені ресурси матері для харчування себе та свого плоду і т. ін. Таким чином, для розвитку такого складного та розвиненого мозку в кінцевому підсумку зародку ссавців необхідно почати цей процес раніше і виконувати його швидше.
Інша відмінність полягає в тому, що під час розвитку ембріональних сечостатевих шляхів, у випадку жіночого ембріона плацентарних і сумчастих ссавців, формується матка — структура, якої немає ні в монотрематах, ні в нижчих хордових. У будь -якому випадку, включаючи ембріони монотремат, також розвиваються молочні залози.

## Відмінність від ембріогенезу людини
Основна стаття: Ембріогенез людини
Більшість ссавців розвиваються подібно до Homo sapiens; на ранніх стадіях розвитку ембріон багато в чому не відрізняється від інших ссавців. Однак є явища, виявлені у людей, які не зустрічаються у всіх інших ссавців, а також явища, що відбуваються у інших ссавців, але не у людей.

### Люди
Ссавці не обов'язково мають той самий хоріонічний гонадотропін людини, що виділяється з їх ембріона.

### Ссавці, що не належать до людей
Однак анатомія ділянки, що оточує ембріон або плід, відрізняється у тварин, що виношують підстилку, порівняно з людьми: кожна ненароджена тварина оточена плацентарною тканиною і розташовується вздовж одного з двох довгих рогів матки, а не в центрі груші -матка у формі жінки, виявлена у людини.

## Дивитися також
- Ембріогенез
- Партеногенез ссавців
- Ембріогенез дрозофіли
- Ембріогенез рослин
- Біологія розвитку
- Бластомір
- Морула
- Cdx2
- Епігеноміка
- Епігенетичне перепрограмування